# 科索沃友好城市或姐妹城市列表

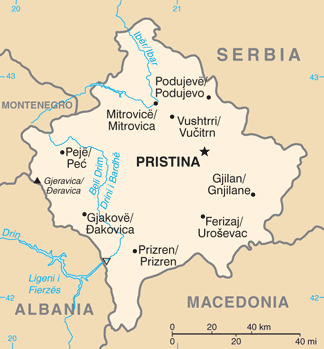
科索沃地圖

以下為科索沃城市與各個城市結為友好城市姐妹城市之列表。通常他們會被稱為「友好城市」（通常在歐洲）或者「姐妹城市」（通常在其他地方）。

## D
代查尼
- 蒙特內哥羅普拉夫市鎮
- 蒙特內哥羅烏爾齊尼市鎮

德拉加什
- 土耳其奧爾漢埃利[2]
- 土耳其薩潘賈（英语：Sapanca）[3]

格洛戈瓦茨
- 土耳其卡伊薩勒（英语：Karaisalı）

## F
烏羅舍瓦茨
- 美國錫達福爾斯[5]
- 土耳其卡拉賈貝伊[6]

科索沃波列
- 義大利奇維塔
- 義大利弗拉希內托
- 土耳其錫利夫凱[8]

## G
賈科維察
- 美國道奇堡[9]
- 法國洛代沃[10]

格尼拉內
- 北馬其頓庫馬諾沃市鎮[11]
- 土耳其納濟利[4]
- 阿爾巴尼亞薩蘭達[12]
- 美國蘇城[13]
- 土耳其耶爾德勒姆（英语：Yıldırım, Bursa）[14]

## K
卡查尼克
- 瑞士莫塞多夫

克利納
- 土耳其阿達帕扎勒

## L
萊波薩維奇
- 塞爾維亞弗拉涅

利普連
- 義大利奇維塔
- 義大利弗拉希內托

## M
馬利舍沃
- 土耳其奧爾漢加濟

馬穆沙
- 土耳其大切克梅傑[19]
- 土耳其埃拉澤[20]
- 土耳其哈利利耶（英语：Haliliye）[21]
- 土耳其卡拉賈貝伊[22]
- 土耳其凱西奧倫（英语：Keçiören）[23]
- 土耳其加齊[24]

米特羅維察
- 土耳其伊內格爾[25]
- 阿爾巴尼亞科爾察[26]

## N
北米特羅維察
- 波赫巴尼亞盧卡[27]
- 塞爾維亞克拉列沃[28]

## P
佩奇
- 土耳其阿菲永卡拉希薩爾[29]
- 土耳其巴哲拉爾[30]
- 蒙特內哥羅貝拉內市鎮[31]
- 阿爾巴尼亞费里[32]
- 瑞典赫比市鎮[33]
- 美國约翰斯顿[34]
- 土耳其尼呂費爾（英语：Nilüfer, Bursa）[35]
- 波赫斯塔里格勒（英语：Stari Grad, Sarajevo）[36]
- 土耳其亞洛瓦[37]

波杜耶沃
- 土耳其凱斯特爾（英语：Kestel, Bursa）[38]
- 德國費爾伯特[39]

普里什蒂纳
- 土耳其安卡拉[40]
- 土耳其布爾薩[41]
- 美國德梅因[42]
- 巴基斯坦卡拉奇[43]
- 比利時那慕爾[44]
- 克羅埃西亞萨格勒布[45]
- 中華民國高雄市[46]

普里茲倫
- 土耳其阿馬西亞[47]
- 土耳其巴勒克埃西爾[48]
- 阿爾巴尼亞培拉特[49]
- 土耳其貝伊科茲[50]
- 德國萊茵河畔賓根[51]
- 蒙特內哥羅新海爾采格市鎮[52]
- 土耳其卡爾舍亞卡[53]
- 保加利亞卡瓦爾納市[54]
- 捷克基約夫[55]
- 克羅埃西亞奧西耶克[56]

## R
奧拉霍瓦茨
- 阿爾巴尼亞佩爾梅特

## S
蘇瓦雷卡
- 美國利伯恩[58]
- 阿爾巴尼亞薩蘭達[12]
- 土耳其塞里克[59]

## V
維蒂納
- 美國梅森

武契特爾恩
- 美國諾沃克

## Z
祖賓波托克
- 波赫格拉迪什卡